# Margherita Paleologa
Margherita Paleologa (Pontestura, 11 agosto 1510 – Casale Monferrato, 28 dicembre 1566) era figlia di Guglielmo IX (1486-1518), marchese del Monferrato, e di Anna d'Alençon (1492-1562). Fu l'ultima della sua stirpe e succedette, insieme al consorte, allo zio Giovanni Giorgio del Monferrato.

## Biografia

### Infanzia
Guglielmo morì quando Margherita aveva otto anni; lei e i fratelli Maria e Bonifacio vennero così affidati alla madre, reggente del Monferrato per conto del figlio ancora bambino.
Federico II Gonzaga, marchese di Mantova dal 1519 e primo duca di Mantova dal 1530, aveva preso in moglie nel 1517 la piccola Maria Paleologa, sorella di Margherita, che aveva solo otto anni all'epoca. Il matrimonio pertanto non poteva essere subito consumato. Ebbe nel frattempo dall'amante Isabella Boschetti un figlio naturale, Alessandro. 
Allo scoppio della guerra franco-spagnola per la conquista del Ducato di Milano, Federico si schierò a favore di Carlo V, il quale gli propose di sposare Giulia d'Aragona. Federico, alla fine, rifiutò l'offerta dell'imperatore, ma riuscì anche a sciogliere il suo matrimonio mai consumato con Maria, la quale morì tra l'altro nel 1530. Nello stesso anno morì anche Bonifacio, l'unico fratello maschio di Margherita, duca del Monferrato dopo la morte di Guglielmo. 

### Trattative matrimoniali
Per Federico quindi tornò conveniente legarsi con un matrimonio all'antica dinastia dei Paleologi. Per Anna d'Alençon invece il matrimonio era un mezzo per sottrarre il Monferrato alle mire dei francesi e dei Savoia.

### Matrimonio
Fu così che a Mantova il 3 ottobre 1531 Margherita sposò Federico.

### Ascesa

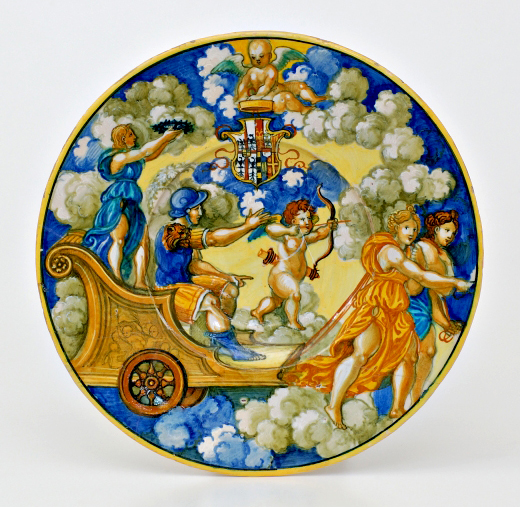
Piatto dipinto con "Il carro di Marte". In alto stemma Gonzaga-Paleologo. Niccolò Pellipario (detto Nicola da Urbino), Urbino, 1531-1533.

Margherita, unica erede di Guglielmo, ricevette da Carlo V nel 1536 il marchesato di Monferrato, che confluì così nei domini dei Gonzaga. Ricevette inoltre nel 1562 il governatorato di Casale Monferrato.

### Prima reggenza
Nel 1540 suo marito Federico morì di sifilide. Il titolo ducale passò al primogenito Francesco che aveva solo sette anni. Margherita e i suoi cognati Ercole e Ferrante furono nominati reggenti fino alla maggiore età del duca, per il quale furono anche organizzate le nozze, celebrate il 22 ottobre 1549, con l'arciduchessa Caterina d'Austria. Francesco però morì di polmonite l'anno dopo, il 21 febbraio 1550.
In questo primo periodo di reggenza, il buon governo di Margherita e dei cognati aveva comunque portato un ristabilimento delle finanze e la creazione di nuove fabbriche cittadine.

### Seconda reggenza
Il titolo ducale passò al dodicenne Guglielmo. La giovane età del duca necessitò, ancora una volta, della reggenza della madre e degli zii.
Nel secondo periodo di reggenza venne istituito il magistero della Rota, la costituzione di una misura fissa per i pesi e le misure, il miglioramento del porto fluviale di Mantova, la fortificazione delle difese murarie.
Il 2 marzo 1555 però i francesi riuscirono a conquistare il Monferrato e lo mantennero fino alla Pace di Cateau-Cambrésis nel 1559; inviato dei Gonzaga a Parigi, per trattare la pace, fu il diplomatico Francesco Beccio.

### Ultimi anni e morte

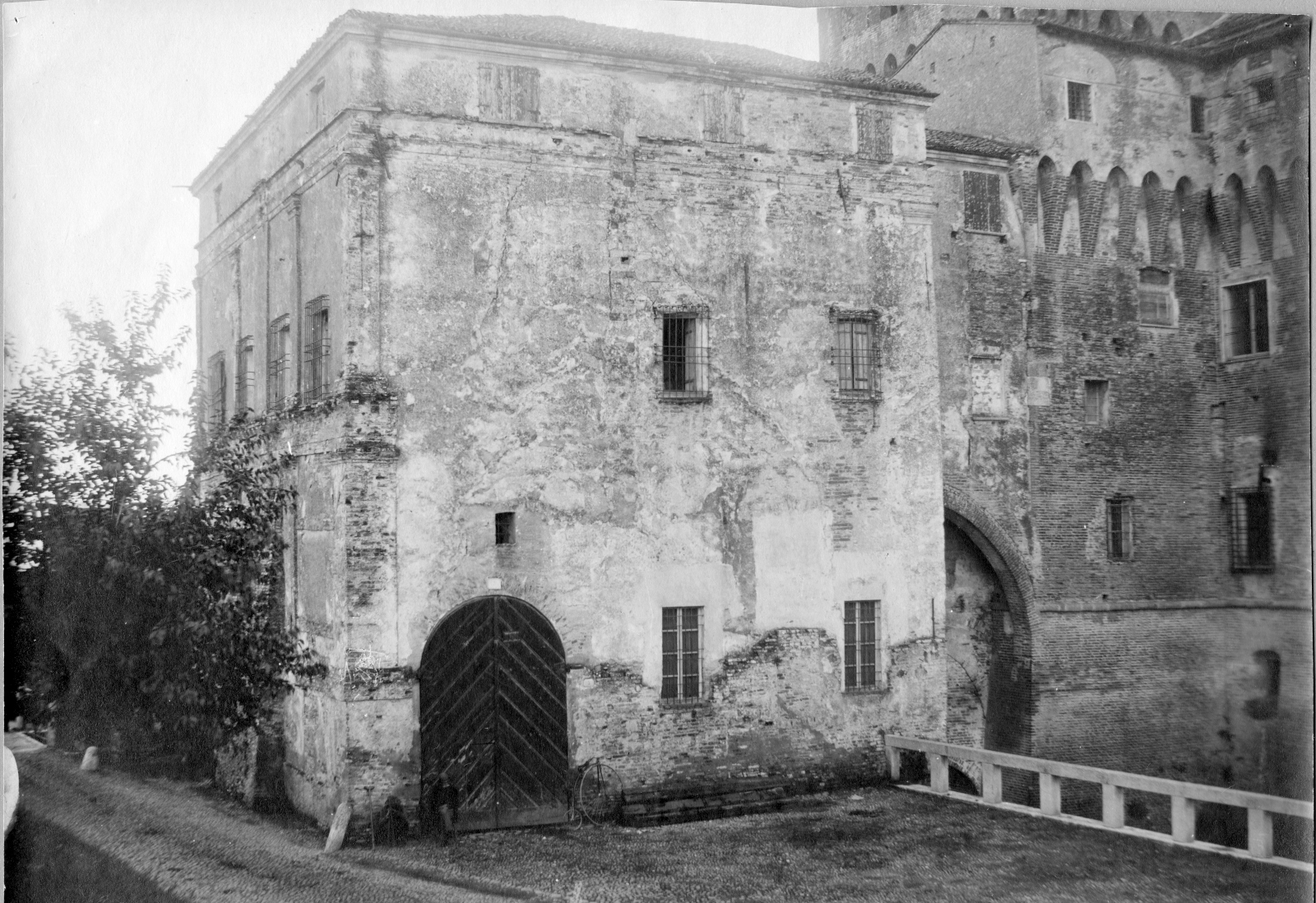
Mantova, Palazzina della Paleologa.

Nel 1556 terminò la reggenza e Guglielmo si occupò da solo degli affari di governo. Nel 1559 volle effettuare una permuta cedendo il Monferrato in cambio di Cremona agli spagnoli. L'intento fu osteggiato non solo da suo zio Ercole ma anche dagli stessi abitanti che aspiravano ad avere autonomia di governo. Per riportare la calma, si scelse di porre al governo del Casale una monferrina ossia Margherita.
Margherita morì a Casale Monferrato il 28 dicembre 1566 e venne sepolta nella Chiesa di Santa Paola a Mantova. Alla sua prima figlia femmina, avuta dalla moglie Eleonora d'Austria, Guglielmo mise nome Margherita.

## Discendenza
Federico II Gonzaga e Margherita Paleologa del Monferrato ebbero sette figli:
- Francesco (1533-1550) che sposò Caterina d'Austria (15 settembre 1533-28 febbraio 1572), figlia dell'imperatore Ferdinando I d'Asburgo;
- Eleonora (1535), suora;
- Anna (1536), suora;
- Isabella (1537-1579), che sposò Ferrante Francesco d'Avalos d'Aquino d'Aragona (1530-1571) governatore del ducato di Milano, viceré di Sicilia, confidente di re Filippo II de Spagna.
- Guglielmo (1538-1587), che sposò Eleonora d'Austria, figlia dell'imperatore Ferdinando I d'Asburgo;
- Luigi (1539-1595), che sposò duchessa Enrichetta di Nevers e duchessa di Rethel.
- Federico (1540-1565), Vescovo di Mantova, cardinale del Monferrato dal 1563.

## Ascendenza
|                              |                       |                          | Genitori               |  |  | Nonni |  |  | Bisnonni                        |  |  | Trisnonni                 |  |
|                              |                       |                          |                        |  |  |       |  |  | Giovanni Giacomo del Monferrato |  |  | Teodoro II del Monferrato |  |
|                              |                       |                          |                        |  |  |       |  |  | Giovanni Giacomo del Monferrato |  |  | Teodoro II del Monferrato |  |
|                              |                       | Giovanna di Bar          |                        |  |  |       |  |  | Giovanni Giacomo del Monferrato |  |  |                           |  |
| Bonifacio III del Monferrato |                       |                          |                        |  |  |       |  |  | Giovanni Giacomo del Monferrato |  |  |                           |  |
|                              |                       | Giovanna di Savoia       | Amedeo VII di Savoia   |  |  |       |  |  |                                 |  |  |                           |  |
|                              |                       | Giovanna di Savoia       | Amedeo VII di Savoia   |  |  |       |  |  |                                 |  |  |                           |  |
|                              |                       | Giovanna di Savoia       | Bona di Berry          |  |  |       |  |  |                                 |  |  |                           |  |
| Guglielmo IX del Monferrato  |                       | Giovanna di Savoia       |                        |  |  |       |  |  |                                 |  |  |                           |  |
|                              |                       | Stefan III Branković     | Đurađ Branković        |  |  |       |  |  |                                 |  |  |                           |  |
|                              |                       | Stefan III Branković     | Đurađ Branković        |  |  |       |  |  |                                 |  |  |                           |  |
|                              |                       | Stefan III Branković     | Irina Kantakuzina      |  |  |       |  |  |                                 |  |  |                           |  |
| Maria Branković              |                       | Stefan III Branković     |                        |  |  |       |  |  |                                 |  |  |                           |  |
|                              |                       | Angelina Arianit Komneni | Giorgio Arianiti       |  |  |       |  |  |                                 |  |  |                           |  |
|                              |                       | Angelina Arianit Komneni | Giorgio Arianiti       |  |  |       |  |  |                                 |  |  |                           |  |
|                              |                       | Angelina Arianit Komneni | Maria Muzaka           |  |  |       |  |  |                                 |  |  |                           |  |
| Margherita Paleologa         |                       | Angelina Arianit Komneni |                        |  |  |       |  |  |                                 |  |  |                           |  |
|                              | Giovanni II d'Alençon | Giovanni I d'Alençon     |                        |  |  |       |  |  |                                 |  |  |                           |  |
|                              | Giovanni II d'Alençon | Giovanni I d'Alençon     |                        |  |  |       |  |  |                                 |  |  |                           |  |
|                              | Giovanni II d'Alençon | Maria di Bretagna        |                        |  |  |       |  |  |                                 |  |  |                           |  |
| Renato d'Alençon             | Giovanni II d'Alençon |                          |                        |  |  |       |  |  |                                 |  |  |                           |  |
|                              |                       | Maria d'Armagnac         | Giovanni IV d'Armagnac |  |  |       |  |  |                                 |  |  |                           |  |
|                              |                       | Maria d'Armagnac         | Giovanni IV d'Armagnac |  |  |       |  |  |                                 |  |  |                           |  |
|                              |                       | Maria d'Armagnac         | Isabella di Navarra    |  |  |       |  |  |                                 |  |  |                           |  |
| Anna d'Alençon               |                       | Maria d'Armagnac         |                        |  |  |       |  |  |                                 |  |  |                           |  |
|                              |                       | Federico II di Vaudémont | Antonio di Vaudémont   |  |  |       |  |  |                                 |  |  |                           |  |
|                              |                       | Federico II di Vaudémont | Antonio di Vaudémont   |  |  |       |  |  |                                 |  |  |                           |  |
|                              |                       | Federico II di Vaudémont | Maria d'Harcourt       |  |  |       |  |  |                                 |  |  |                           |  |
| Margherita di Lorena         |                       | Federico II di Vaudémont |                        |  |  |       |  |  |                                 |  |  |                           |  |
|                              |                       | Iolanda d'Angiò          | Renato d'Angiò         |  |  |       |  |  |                                 |  |  |                           |  |
|                              |                       | Iolanda d'Angiò          | Renato d'Angiò         |  |  |       |  |  |                                 |  |  |                           |  |
|                              |                       | Iolanda d'Angiò          | Isabella di Lorena     |  |  |       |  |  |                                 |  |  |                           |  |
|                              |                       | Iolanda d'Angiò          |                        |  |  |       |  |  |                                 |  |  |                           |  |